# Gloria Montenegro (Biologin)

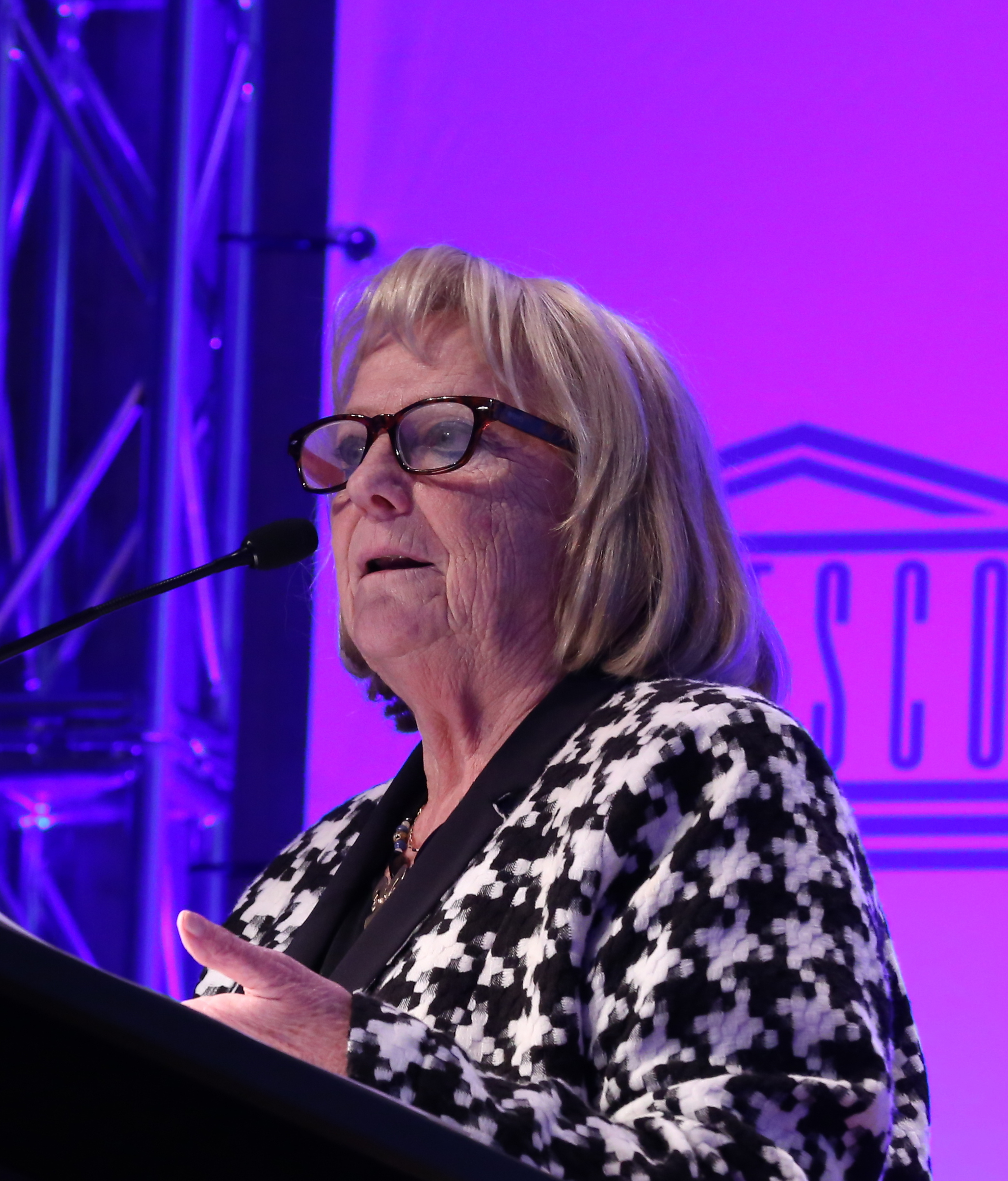

Gloria del Carmen Montenegro Rizzardini  (* 16. Juli 1941 in Santiago de Chile) ist eine chilenische Biologin und emeritierte Hochschullehrerin, die sich auf Botanik spezialisiert hat. Im Jahr 1998 war sie die erste Lateinamerikanerin, die den UNESCO-L’Oréal-Preis für Frauen in der Wissenschaft erhielt.

## Leben
Gloria Montenegro wuchs mit drei Schwestern bei ihrer Mutter auf, die früh Witwe geworden war. Nach einer schwierigen Zeit in einer Nonnenschule, wo die Nonnen nach ihren eigenen Angaben wegen ihrer Lebhaftigkeit und Neugier die Geduld mit ihr verloren, besuchte sie das Liceo No. 1 in Santiago. Später studierte sie an der Päpstlichen Katholischen Universität von Chile (PUC) und erlangte 1964 den Titel Professorin für Biologie und Naturwissenschaften.
An der Universität lernte sie auch ihren Mann, den Biologen Claudio Barros (1936 – 2008) kennen, den sie als wichtigen Förderer und Unterstützer bezeichnete. Beide lebten zeitweise in den USA, wo er ein Promotionsstudium absolvierte. Sie arbeitete dort zeitweise als Assistentin ihres Mannes und bildete sich auch in verschiedenen Arbeitsgebieten weiter. 1970 bekam sie an der PUC ein Stipendium der Fakultät für Biologische Wissenschaften für die Fortbildung in Morphologie, Pflanzenanatomie und Ultrastruktur bei Jochen Kummerow und Juan de Dios Vial im Fachbereichs Botanik bzw. Histologie (Elektronenmikroskopie). Zwischen 1973 und 2003 war sie mehrfach zu Studien- und Forschungsaufenthalten an der University of Houston, Texas, an der University of Texas in Austin sowie an der University of Arizona in Tucson. Auch nach ihrer Emeritierung und nach mehr als 50 Jahren an der PUC ist sie auch 2024 weiterhin in Forschung und Ausbildung tätig.

## Forschung
Gloria Montenegro ist eine Expertin für die einheimischen Pflanzen Chiles und hat sich außerdem intensiv mit Pilzen und Bakterien beschäftigt.
Ein bedeutendes Arbeitsfeld sind die entzündungshemmenden und antibakteriellen Eigenschaften von Honig. Die Beschäftigung damit begann nach ihrer Darstellung mit dem Vorschlag eines Studenten, der sich mit Bienenzucht beschäftigte, mit ihr gemeinsam eine Arbeit über den floralen Ursprung seiner Honige durchzuführen, den sie gerne annahm. Sie extrahierten den Nektar einer bestimmten Heilpflanze, aus der die Bienen Honig produzierten, analysierten die Chemie und die Eigenschaften der enthaltenen bioaktiven Verbindungen. Sie konnten nachweisen, dass Bienen diese Eigenschaften durch die chemischen Verbindungen und die Enzyme ihres Stoffwechsels auf den Honig übertrugen.
Montenegro zufolge hat der Phenol-Extrakt des Honigs der Chilenischen Scheinulme (Eucryphia cordifolia) – in dem die meisten bioaktiven Verbindungen wie Phenole und Flavonoide enthalten sind – eine signifikante Wirkung bei der Bekämpfung von Bakterien (insbesondere Staphylococcus aureus, Pseudomonas aeruginosa und Escherichia coli, die mit synthetischen Antibiotika immer schwerer zu bekämpfen sind).
Nach fast zwei Jahrzehnten Forschung in diesem Bereich und nach dem Vorbild der in Neuseeland für Manuka-Honig angewandten Werbestrategie – mit dem Label Unique Manuka Factor (UMF) – vereinbarten die Fakultät und die Universität mit dem Unternehmen JPM Exportaciones eine Partnerschaft mit dem Ziel der Vermarktung zertifizierten Honigs. Im Rahmen eines 40-Jahres-Vertrags entwickelten sie den Active Patagonia Factor (APF), einen „chilenischen Faktor“, der die Kraft des Honigs als natürliches Antibiotikum bescheinigt. Seither produzieren sie APF-zertifizierten Honig, den sie bereits in mehrere Länder der Welt exportieren und der 2021 bei den London Honey Awards je eine Auszeichnung in Platin und Bronze erhielt.

## Auszeichnungen
- 1998: UNESCO-L’Oréal-Preis für Frauen in der Wissenschaft[7]
- 2008: Ausgezeichnet als Weibliche Führungspersönlichkeit durch die Zeitung El Mercurio.[8]
- 2011: Chilectra-Frauenenergiepreis 2011.[8]
- 2011: Preis für innovative Frauen in der Landwirtschaft.[8]
- 2013: Auszeichnung für Bestes Unternehmertum[9] durch die die Zeitung Diario Financiero
- 2019: Anerkennung für ihre Laufbahn am Welttag des geistigen Eigentums durch das INAP (Institut für gewerbliches Eigentum)[10]

## Publikationen
- Publikationen von Gloria Montenegro bei Google Scholar
- Veröffentlichungen von und über Gloria Montenegro auf dem Dokumentenserver Researchgate